# Zły wpływ księżyca
Zły wpływ księżyca (tytuł oryg. Bad Moon) – amerykański horror filmowy z roku 1996, powstały według noweli Wayne’a Smitha pt. Thor.

## Fabuła
Gdzieś w głębi azjatyckiej dżungli Ted Harrison (Michael Paré) wraz z dziewczyną rozbijają obozowisko. W nocy do ich namiotu wdziera się wilkołak, gryzie Teda a jego dziewczynę dosłownie rozrywa na strzępy. Ted, świadomy swojej nowej wilkołaczej natury, postanawia wrócić do rodzinnych Stanów Zjednoczonych, by żyć z dala od ludzi wraz ze swoją mroczną tajemnicą. Niedługo po powrocie z wizytą pojawia się jego siostra. Nieświadoma niebezpieczeństwa proponuje mu, aby zamieszkał wraz z nią i jej synem – sądzi, że pomoże mu to przezwyciężyć żal po stracie ukochanej. Ted w końcu daje się namówić. Początkowo wydaje się, że Ted panuje nad swoją drugą naturą - aby nie skrzywdzić bliskich, w księżycowe noce, zanim zajdzie przemiana w wilkołaka, przykuwa się łańcuchami do drzewa w głębi lasu. Sprawy jednak szybko wymykają się spod jego kontroli – pies rodziny, owczarek niemiecki Thor, doskonale wyczuwa drugą naturę wujka Teda i jest gotów bronić „swojego stada” za wszelką cenę. Ted i Thor zostają śmiertelnymi wrogami.

## Obsada
- Mariel Hemingway – Janet
- Michael Paré – wujek Ted
- Mason Gamble – Brett
- Ken Pogue – szeryf Jenson
- Ken Kirzinger – wilkołak